# Kaloplocamus
Kaloplocamus Bergh, 1880 è un genere di molluschi nudibranchi della famiglia Polyceridae, sottofamiglia Triophinae.

## Tassonomia
Il genere comprende le seguenti specie:
- Kaloplocamus acutus Baba, 1949
- Kaloplocamus dokte Vallès & Gosliner, 2006
- Kaloplocamus gulo (Ev. Marcus, 1979)
- Kaloplocamus maculatus (Bergh, 1898)
- Kaloplocamus maru Vallès & Gosliner, 2006
- Kaloplocamus orientalis Thiele, 1925
- Kaloplocamus pacificus (Bergh, 1884)
- Kaloplocamus peludo Vallès & Gosliner, 2006
- Kaloplocamus ramosus (Cantraine, 1835)
- Kaloplocamus yatesi (Angas, 1864)